# Interscope Records
Interscope Records — американский звукозаписывающий лейбл. Входит в Universal Music Group.
Лейбл был основан Джимми Айовином и Тедом Филдом как совместное предприятие с Atlantic Records. Одной из основных особенностей компании являлся слабо выраженный контроль над музыкантами, что позволяло им свободно реализовывать свои идеи в творчестве. Уже в 1993, спустя год после основания, прибыль лейбла окупила вложенные в его открытие 20 миллионов долларов. Вплоть до мая 2014 года генеральным директором компании являлся Айовин, после чего его сменил Джон Йэник.
В 1992 году Interscope приобрёл эксклюзивные права на дистрибуцию релизов специализировавшегося на хип-хопе лейбла Death Row Records, артистами которого являлись популярные на тот момент рэперы Тупак Шакур, Dr. Dre и Snoop Dogg. В дальнейшем из-за распространения компанией альбомов в жанре гангста-рэп, лейбл оказался втянут в значительный конфликт с представителями общественности. В результате, в 1995 году Time Warner, владелец Universal Music Group, разорвал связи с Interscope, продав 50% акций Филду и Айовину за 115 миллионов долларов. В 1996 году 50% акций были выкуплены за 200 миллионов долларов MCA Music Entertainment Group, позднее известному как Universal Music Group.

## Артисты
Здесь представлены самые известные музыканты, которые были артистами лейбла Interscope Records.
- Limp Bizkit
- DaBaby
- Лана Дель Рей
- Dr. Dre
- 2Pac
- Билли Айлиш
- Эминем
- Селена Гомес
- Guns N’ Roses
- Imagine Dragons
- J. Cole
- K Camp
- Леди Гага
- Кендрик Ламар
- Maroon 5
- One Republic
- Lil Mosey
- Playboi Carti
- Оливия Родриго
- t.A.T.u
- Nettspend
- The Rolling Stones
- Sting
- U2
- 6lack
- Marilyn Manson
- Juice WRLD
- Primus
- Karol G
- 2hollis
- Wisp